# Manie Libbok
Immanuel („Manie“) Libbok (geboren am 15. Juli 1997) ist ein südafrikanischer Rugby-Union-Spieler. Er spielt international für die Springboks sowie für die Stormers in der United Rugby Championship und Western Province im Currie Cup. Mit der südafrikanischen Nationalmannschaft wurde er 2023 Weltmeister.

## Karriere

### Jugend
Libbok wurde in Humansdorp geboren. Er besuchte die HTS Daniël Pienaar Schule in Uitenhage und wurde 2013 zum ersten Mal in die Provinzauswahl berufen. Er vertrat die Eastern Province bei der U16 Grant Khomo Woche und erzielte Versuche in den Spielen gegen die Blue Bulls und die Golden Lions.
Libbok zog 2014 nach George, wo er die Hoërskool Outeniqua Schule besuchte. Sowohl 2014 als auch 2015 vertrat er die in George ansässigen SWD Eagles beim wichtigsten südafrikanischen Rugby-Union-Turnier für High Schools, der Craven Week für unter 18-Jährige. Im ersten Spiel des Turniers 2015 in Stellenbosch erzielte Libbok bei der 31:41-Niederlage seiner Mannschaft gegen den ehemaligen Verein Eastern Province 21 Punkte mit zwei Versuche (Tries), vier Erhöhungen (Conversions) und einem Straftritt (Penalty kick). Es folgten ein Versuch und vier Erhöhungen gegen die Golden Lions sowie ein dritter Versuch und zwei Erhöhungen im letzten Spiel gegen KwaZulu-Natal. In den drei Spielen erzielte er insgesamt 43 Punkte und war damit der beste Scorer des Turniers. Mit seinen vier Versuchen stand er auf Platz zwei der Scorerliste des Turniers hinter Nico Leonard von Western Province.
Nach Abschluss des Turniers wurde Libbok in die südafrikanische Schulmannschaft berufen, die bei der U-18-Länderspielserie 2015 auf heimischem Boden gegen die Mannschaften aus Wales, Frankreich und England antrat. Beim 42:11-Sieg gegen Wales im ersten Spiel stand er auf dem linken Flügel in der Startformation, beim 12:5-Sieg gegen Frankreich musste er jedoch auf der Bank Platz nehmen und bekam keine Spielzeit. Im letzten Spiel gegen England stand er wieder in der Startformation und verhalf der Mannschaft zu einem 23:16-Sieg, mit dem sie die Serie ohne Niederlage abschloss.

### Vereinskarriere

#### Blue Bulls / Südafrika U20
Nach der Highschool zog Libbok nach Pretoria, um in die Blue Bulls-Akademie einzutreten. Im März 2016 wurde er in den südafrikanischen erweiterten U20-Trainingskader aufgenommen und schaffte es eine Woche später in den vorläufigen Kader.
Libbok wurde 2016 in den Kader der Blue Bulls für die Currie-Cup-Qualifikationsserie berufen. Er gab am 8. April 2016 sein Debüt in der ersten Liga, als er bei der 16:30-Niederlage gegen Western Province in der ersten Runde des Wettbewerbs als Schlussmann begann. Eine Woche später stand er im Spiel gegen die Free State XV in der Startformation. Dabei erzielte er seine ersten Punkte in der A-Mannschaft, indem er in der 15. Minute einen Straftritt und in den letzten zehn Minuten seinen ersten Versuch erzielte, welcher entscheidend für den 20:17-Sieg der Blue Bulls war. Auch im nächsten Spiel gegen die Golden Lions aus Gauteng stand er in der Startformation und wurde bei der Niederlage gegen die Eastern Province Kings in Port Elizabeth eingewechselt.
Am 10. Mai 2016 wurde Libbok in den endgültigen Kader der südafrikanischen U20-Auswahl für die U20-Weltmeisterschaft 2016 in Manchester (England) berufen. Er begann das Eröffnungsspiel in Pool C des Turniers auf der Verbindungshalb-Position und erzielte einen Versuch, als Südafrika nach Rückstand mit 59:19 gegen Japan gewann. Im zweiten Poolspiel, einer 13:19-Niederlage gegen Argentinien, tauschte er die Position mit dem Außenverteidiger Curwin Bosch. Im letzten Poolspiel kehrte er wieder auf die Verbindungshalb-Position zurück, als Südafrika einen 40:31-Bonuspunktsieg gegen Frankreich feierte. In diesem Spiel erzielte Libbok kurz nach einer Stunde seinen zweiten Versuch im Turnier. Mit diesem Ergebnis sicherte sich Südafrika als bester Zweitplatzierter des Turniers einen Platz im Halbfinale. Libbok stand in der Startformation für das Halbfinale, in dem Südafrika auf den dreimaligen Champion England traf. Die Gastgeber erwiesen sich als zu stark für Südafrika und warfen es mit einem 39:17-Sieg aus dem Wettbewerb. Das Spiel um den dritten Platz gegen Argentinien ging ebenfalls verloren. Die Südamerikaner schlugen Südafrika zum zweiten Mal in diesem Turnier und gewannen überzeugend mit 49:19. Südafrika beendete den Wettbewerb auf den vierten Platz. Libbok erzielte bei der Niederlage seinen dritten Versuch in diesem Wettbewerb. Er beendete das Turnier mit drei Versuchen, was zusammen mit Zain Davids und Edwill van der Merwe die meisten eines südafrikanischen Spielers sind.
In der U19-Provinzmeisterschaft 2016 kehrte Libbok für die U19-Mannschaft der Blue Bulls zurück. Er kam in sieben Spielen zum Einsatz und erzielte während der Saison drei Versuche – einen gegen die Leopards U19 und zwei gegen die Eastern Province U19 – sowie 35 Punkte durch 16 Erhöhungen und einen Straftritt. Er beendete den Wettbewerb als zweitbester Punktesammler der Blue Bulls. Libbok verhalf ihnen zum zweiten Platz in der Tabelle und damit zum Einzug ins Halbfinale, in dem sie gegen die Golden Lions U19 unterlagen. Bei der U21-Provinzmeisterschaft 2016 stand er außerdem einmal für die U21-Mannschaft der Blue Bulls in der Startelf und erzielte beim 52:38-Sieg gegen die Leopards U21 einen Versuch.
Im November 2016 wurde er in den erweiterten Trainingskader des Super-Rugby-Teams der Bulls berufen, das sich auf die Super-Rugby-Saison 2017 vorbereitet.

### Nationalmannschaft
Im Oktober 2022 wurde er in den Kader für die Jahresendtournee der Springboks aufgenommen.